# Sadie und Bessie Delany
Sarah Louise „Sadie“ Delany (* 19. September 1889 in Lynch Station, Virginia; † 25. Januar 1999 in Mount Vernon, New York) und Annie Elizabeth „Bessie“ Delany (* 3. September 1891 in Raleigh, North Carolina; † 25. September 1995 in Mount Vernon) waren afroamerikanische Schwestern, Bürgerrechtlerinnen und Autorinnen.

## Leben
Sadie Delany wurde als zweites von zehn Kindern des Reverend Henry Beard Delany (1856–1928) geboren, dem ersten schwarzen Bischof der Episkopalkirche der Vereinigten Staaten von Amerika. Sie besuchte St. Augustine's College in Raleigh. 1916 zog sie nach New York. Sie studierte am Pratt Institute und ging nach ihrem Abschluss an das Teachers College der Columbia University. 1925 erwarb sie ihren Master. Sie war die erste schwarze Frau, die im Staat New York an öffentlichen Schulen Hauswirtschaft lehren durfte.
Ihre zwei Jahre jüngere Schwester Bessie folgte ihr 1918 nach New York. Sie studierte an der Columbia University als einzige schwarze Frau ihres Jahrgangs Zahnmedizin. Nach ihrem Abschluss 1923 erhielt sie als zweite schwarze Frau im Staat New York die Lizenz, als Zahnärztin zu praktizieren. Für ihre Verdienste zeichnete sie die Columbia's School of Dental and Oral Surgery 1994 mit dem Distinguished Alumna Award aus.
Gemeinsam mit der Journalistin Amy Hill Hearth verfassten sie 1992 das Buch Having Our Say: The Delany Sisters' First 100 Years (deutsch: Unsere ersten hundert Jahre), in dem sie das letzte Jahrhundert aus der Sicht zweier Afroamerikanerinnen Revue passieren lassen. Das Buch wurde ein Bestseller, und auf seiner Basis entstand ein Broadway-Stück, das für den Tony Award nominiert war. Die Regisseurin Lynne Littman adaptierte 1999 das Stück für einen Fernsehfilm mit Diahann Carroll in der Rolle von Sadie und Ruby Dee als Bessie.
Die Schwestern, bei Erscheinen des Buches beide über hundert Jahre alt, erhielten 1993 einen Eintrag ins Guinness-Buch der Rekorde als älteste Autorinnen der Welt. Im folgenden Jahr veröffentlichten sie mit Delany Sisters' Book of Everyday Wisdom ein zweites Buch.
Nachdem Bessie 1995 im Alter von 104 Jahren starb, verarbeitete Sadie ihr Leben allein in einem weiteren Buch, On My Own at 107: Reflections on Life Without Bessie. Sadie Delany starb 1999 im Alter von 109. Sie waren die Tanten des Science-Fiction-Autors Samuel R. Delany.

## Werke
- Sarah Louise Delany, A. Elizabeth Delany: Unsere ersten hundert Jahre. Die Delany-Schwestern erzählen („Having Our Say. The Delany Sisters First 100 Years“). Droemer Knaur, München 1995, ISBN 3-426-60442-6.
- Sarah Louise Delany, A. Elizabeth Delany: Weisheiten aus hundert Lebensjahren („Delany Sisters' Book of Everyday Wisdom“). Droemer Knaur, München 1996, ISBN 3-426-60506-6.
- Sarah Louise Delany: On My Own at 107. Reflections on Life Without Bessie. Harper Books, New York 1997, ISBN 0-06-251485-7.